# Kirche Kreischa

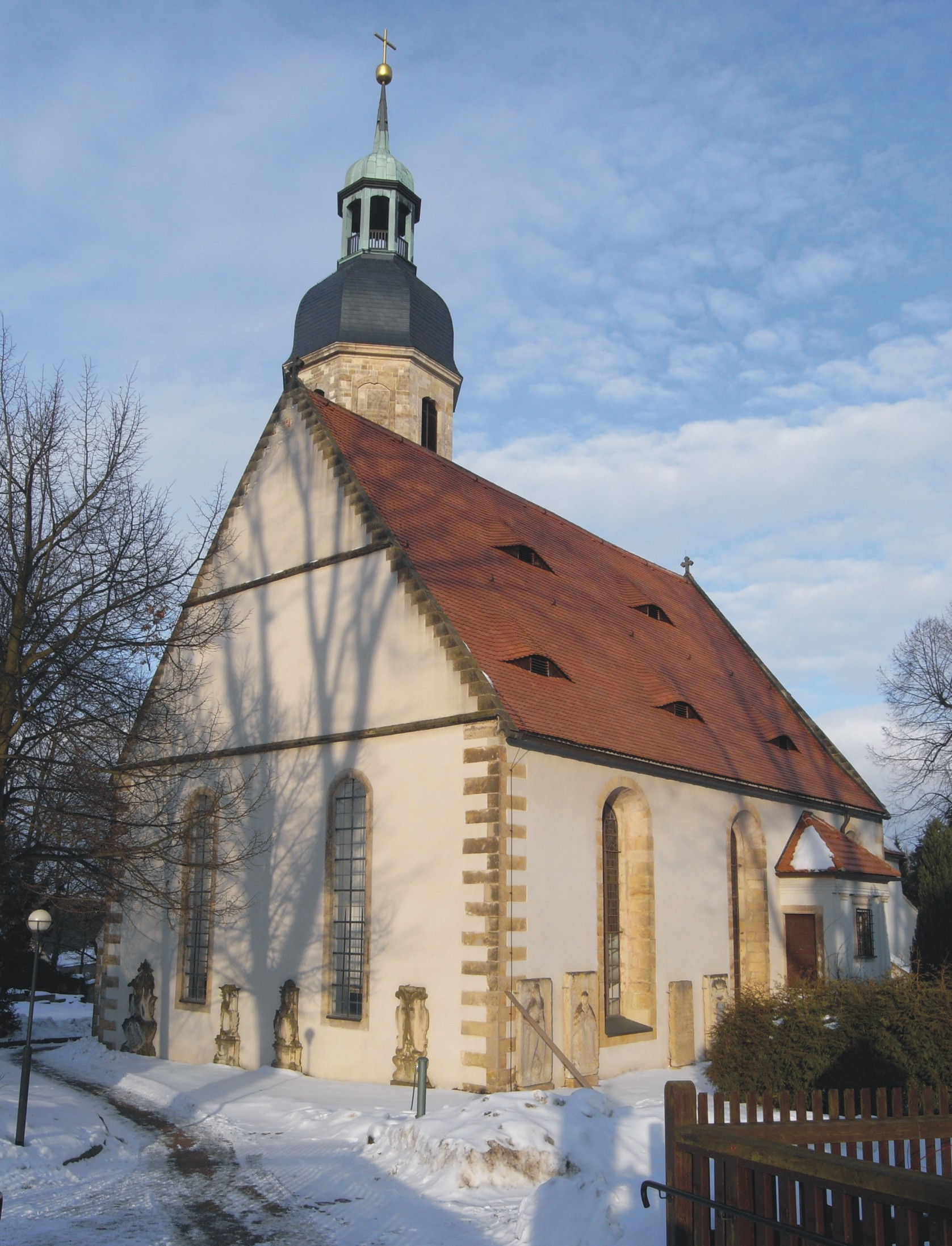
Kirche Kreischa

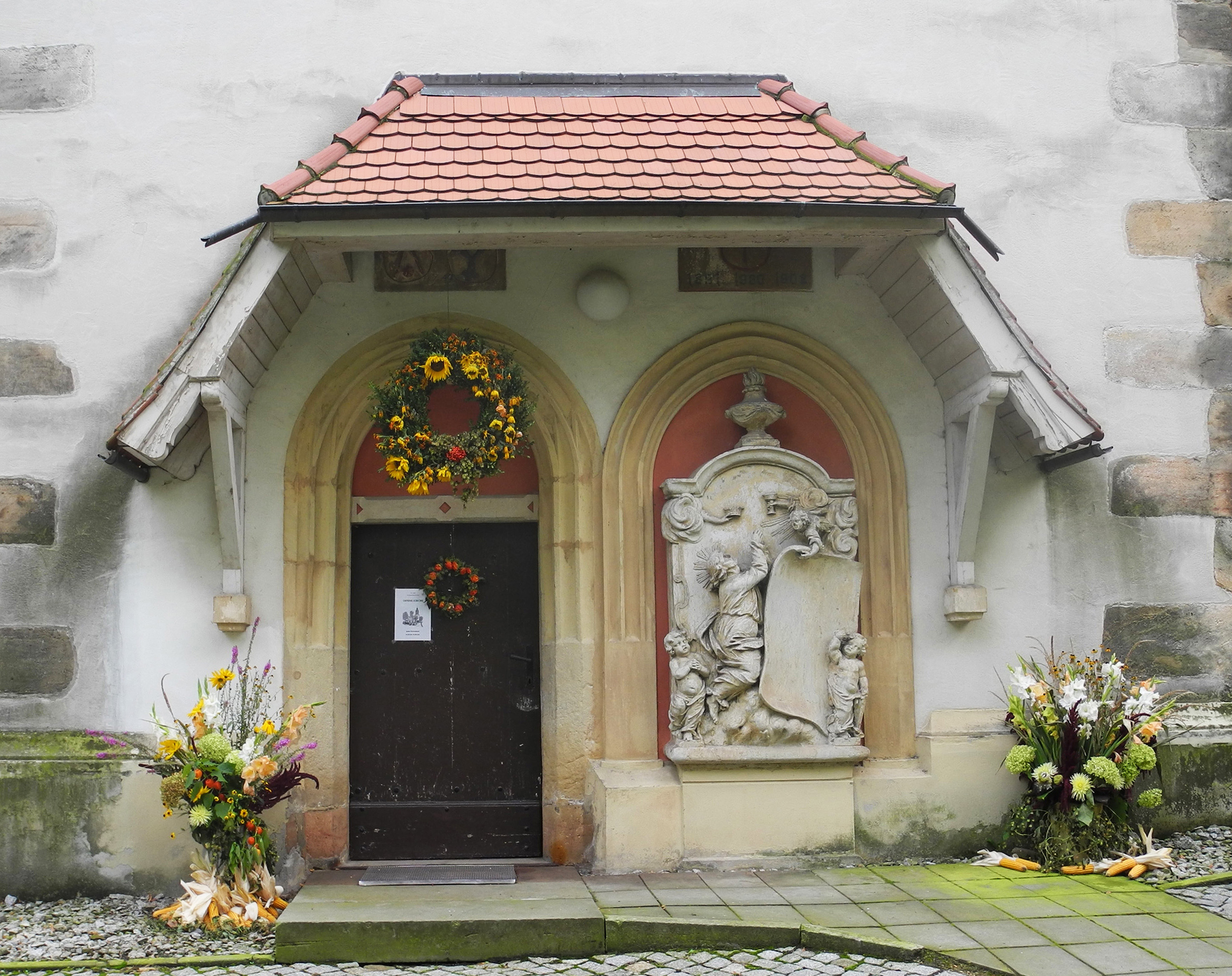
Sandsteinepitaph „Christus in Gethsemane“ neben dem Portal

Die evangelische Kirche Kreischa ist eine im Kern romanische, im 16. Jahrhundert und später mehrfach umgebaute Saalkirche in Kreischa im Landkreis Sächsische Schweiz-Osterzgebirge in Sachsen. Sie gehört zum Kirchspiel Kreischa-Seifersdorf der Evangelisch-Lutherischen Landeskirche Sachsens.

## Geschichte und Architektur
Die am Hang liegende Saalkirche mit hohem rechteckigem Turm an der Nordseite geht vermutlich auf einen romanischen Bau aus dem 12. Jahrhundert zurück und wurde 1516 umgebaut. Über dem profilierten Rundbogenportal an der Nordseite des Saales findet sich das Datum 1616, der Turm wurde 1749 erneuert. Über dem Eingangsportal am Turm sind zwei Wappensteine mit Jahreszahlen der Restaurierungen 1870, 1891, 1902, 1930 und 1993/1994 zu finden. Das Bauwerk ist ein verputztes Bruchsteinbauwerk mit Sandsteingliederungen und betonter Ecksteinquaderung. Saal und Chor sowie der eingezogene unregelmäßige dreiseitige Schluss, einer Apsis ähnlich, sind deutlich voneinander abgesetzt.
Über dem Saal und dem rechteckigen Chor befindet sich ein Satteldach, welches über dem dreiseitigen Schluss abgewalmt ist, der von Strebepfeilern umgeben ist. Der rechteckige Turm mit steinsichtigem achtseitigem Glockengeschoss ist mit Haube und Laterne abgeschlossen. Am Turm ist ein Eingangsportal mit gedrücktem Spitzbogen und verschränktem Stabwerk angeordnet, daneben ein 1964 neu hinzugekommener Blendbogen, der das Sandsteinepitaph Christus in Gethsemane aus dem ersten Viertel des 18. Jahrhunderts fasst. An der Südseite des Saales ist ein spätbarocker Logenanbau zu finden. Die Sakristei an der Chornordseite ist mit schmalem rechteckigem Fenster mit darüber angebrachtem kleinem Dreischneußrelief versehen.
Das Innere ist mit einer flachen Kassettendecke mit schlichter Schablonenmalerei geschlossen; mittig ist eine Plafondmalerei mit den Symbolen Glaube, Liebe, Hoffnung in Grisaille von Julius Schenk 1870 ausgeführt. An der Nord- und Westseite sind eingeschossige Emporen von 1616 mit Grisailleornament in den Brüstungsfeldern eingebaut. Der Saal ist mit einem Triumphbogen zum eineinhalbjochigen Chor geöffnet, der mit Kreuzrippengewölbe geschlossen ist. Patronatslogen sind an der Nordseite im Chor und an der Südseite im Saal angeordnet. An der Nordseite des Chors führt das geschweifte, gedrückte Bogenportal zur Sakristei. Die Sakristei mit ist Kreuzrippengewölbe geschlossen.

## Ausstattung
Hauptstück der Ausstattung ist ein ornamental aufgefasstes manieristisches Altarretabel aus Holz mit Goldfassungen von Hieronymus Barthel und Hans Fritzsche aus dem Jahr 1622. In der Predella ist ein Abendmahlsrelief, darüber rahmen Säulen das Mittelfeld mit einem vorgeblendeten Rundbogen; in diesem befindet sich vor einem Strahlenkranz ein vollplastisches kleines Kruzifix. An den Seiten sind Anschwünge mit geflügelten Engelsbüsten und Fruchtgebinden angebracht. Über dem Gesims ist ein Altarauszug mit der Grablegung Christi angeordnet, seitlich davon sind die Figuren Petrus und Paulus, als Abschluss der Salvator mundi zu finden.
Eine eigenwillig gestaltete manieristische Sandsteinkanzel, bezeichnet 1605, wurde von Werner Lützelburg auf Zscheckwitz gestiftet. Auf einem Säulenfuß ist eine dreiviertel Kugel mit Beschlagwerk angebracht, darüber der Kanzelkorb mit Reliefs und Malerei in den rundbogigen Brüstungsfeldern: Bibelinschrift, Gemälde mit Christus am Kreuz in einer Landschaft, dem plastischen Wappen derer von Zettritz, der kleinen Figur eines Salvator mundi und dem Wappen derer von Lützelburg.
Die außergewöhnliche spätgotische Sandsteintaufe ist kelchförmig gestaltet mit Resten einer farbigen Fassung. Der Säulenfuß ist an der Basis mit gemalten Blüten verziert; der Schaft mit Stabwerk, das sich unterhalb des Beckens verschränkt und in Spitzbögen führt; darüber sind Kreuzbögen mit Lilien angeordnet.
Im Altarraum sind zwei Sandsteingrabplatten aufgestellt, auf denen jeweils ein stehender Ritter dargestellt ist; eine Platte ist auf 1602 datiert. Über der Sakristeitür findet sich ein eingemauertes schmales Sandsteinrelief mit zwei Wappen, dazwischen ein Kruzifix. Seitlich hinter dem Altar ist eine Sakramentsnische erhalten.

## Orgel
Die Orgel ist ein Werk von Conrad Geißler aus dem Jahr 1870 mit ursprünglich 21 Registern auf zwei Manualen und Pedal. Sie wurde zunächst 1936 durch Barth & Boscher und danach 1945 durch Hermann Eule Orgelbau tiefgreifend umgebaut. In dem erweiterten Zustand mit 29 Registern wurde sie zuerst 2009 durch Jehmlich Orgelbau und – nach Schäden an der Elektrik sowie einer Auslagerung aus Anlass der Kircheninnenrenovierung – 2021 ein weiteres Mal generalüberholt.
Die Disposition des Instruments, das im gewachsenen Zustand erhalten werden soll, lautet:
| I Hauptwerk C–a3 |                |       |
| 1.               | Quintadena     | 16′   |
| 2.               | Prinzipal      | 8′    |
| 3.               | Gemshorn       | 8′    |
| 4.               | Rohrflöte      | 8′    |
| 5.               | Oktave         | 4′    |
| 6.               | Nachthorn      | 4′    |
| 7.               | Waldflöte      | 2′    |
| 8.               | Quinte         | 1 ⁄3′ |
| 9.               | Zink II–III    |       |
| 10.              | Mixtur III–IV0 |       |

| II Schwellwerk C–a3 |               |        |
| 11.                 | Weidenpfeife0 | 8′     |
| 12.                 | Gedackt       | 8′     |
| 13.                 | Quintade      | 8′     |
| 14.                 | Prinzipal     | 4′     |
| 15.                 | Schwebung     | 4′     |
| 16.                 | Rohrflöte     | 4′     |
| 17.                 | Nasat         | 2 ⁄3′  |
| 18.                 | Oktave        | 2′     |
| 19.                 | Terz          | 1 3⁄5′ |
| 20.                 | Sifflöte      | 1′     |
| 21.                 | Zimbel II     |        |
| 22.                 | Krummhorn     | 8′     |
|                     | Tremulant     |        |

| Pedal C–e1 |              |     |
| 23.        | Violonbaß    | 16′ |
| 24.        | Subbaß       | 16′ |
| 25.        | Oktavbaß     | 8′  |
| 26.        | Choralbaß    | 4′  |
| 27.        | Oktave       | 2′  |
| 28.        | Mixtur VI    |     |
| 29.        | Posaunenbaß0 | 16′ |

- Koppeln: Normalkoppeln II/I, I/P, II/P
- Spielhilfen:
  - 2 freie Kombinationen
  - 1 feste Kombination (Tutti)
  - Crescendowalze, Walze ab, Koppeln aus der Walze
  - Handregister ab
  - Rohrwerke ab
  - automatische Pedalumschaltung